# السرات (الشعر)

تعديل مصدري - تعديل

السرات محلة تابعة لقرية بيت الكبش، التابعة لعزلة الوسط بمديرية الشعر إحدى مديريات محافظة إب في الجمهورية اليمنية، بلغ تعداد سكانها 185 حسب تعداد اليمن لعام 2004.